# Braunsapis longula
Braunsapis longula är en biart som först beskrevs av Heinrich Friese 1916.  Braunsapis longula ingår i släktet Braunsapis och familjen långtungebin. Inga underarter finns listade.